# جک کانوی (فیلم‌ساز)
جک کانوی (انگلیسی: Jack Conway؛  ‏۱۷ ژوئیهٔ ۱۸۸۷ – ۱۱ اکتبر ۱۹۵۲) بازیگر، کارگردان و تهیه‌کننده فیلم اهل ایالات متحده آمریکا بود. وی بین سال‌های ۱۹۰۹ تا ۱۹۴۸ میلادی فعالیت می‌کرد.
از فیلم‌هایی که وی در آن نقش داشته‌است، می‌توان به شلیک نکن، دوازدهمین عضو هیئت منصفه و کارهای ناشایست جولیا اشاره کرد.